# Aulacophora irpa
Aulacophora irpa là một loài bọ cánh cứng trong họ Chrysomelidae. Loài này được Mohamedsaid miêu tả khoa học năm 1994.